# Trichoniscus strasseri
Trichoniscus strasseri là một loài chân đều trong họ Trichoniscidae. Loài này được Verhoeff miêu tả khoa học năm 1938.